# 지롱드주의 캉통
프랑스 지롱드주에는 총 33개의 캉통이 속해 있다. 2015년 3월 행정구역 총개편으로 인해 현재는 다음과 같이 설치되어 있다.
- 앙데르노레뱅
- 보르도 1
- 보르도 2
- 보르도 3
- 보르도 4
- 보르도 5
- 르부스카
- 라브레드
- 세농
- 레코토드도르도뉴
- 크레옹
- 랑트르되메르
- 레스튀에르
- 귀장메스트라
- 레랑드데그라브
- 르리부르네프롱사데
- 로르몽
- 메리냐크 1
- 메리냐크 2
- 르노르지롱드
- 르노르리부르네
- 르노르메도크
- 페사크 1
- 페사크 2
- 레포르트뒤메도크
- 라프레스퀼
- 르레올레제르바티드
- 생메다르당잘
- 르쉬드지롱드
- 르쉬드메도크
- 탈랑스
- 라테스트드뷔슈
- 빌나브도르농